# Leichtathletik-Europacup 2005
| 26. Leichtathletik-Europacup                          | 26. Leichtathletik-Europacup | 26. Leichtathletik-Europacup | 26. Leichtathletik-Europacup | 26. Leichtathletik-Europacup | 26. Leichtathletik-Europacup |
| ----------------------------------------------------- | ---------------------------- | ---------------------------- | ---------------------------- | ---------------------------- | ---------------------------- |
|                                                       |                              |                              |                              |                              |                              |
| Resultate Superliga (Endstand nach 40 Entscheidungen) |                              |                              |                              |                              |                              |
| Florenz Stadio Luigi Ridolfi – 17. bis 19. Juni 2005  |                              |                              |                              |                              |                              |
| Frauen                                                | Frauen                       | Frauen                       | Männer                       | Männer                       | Männer                       |
| Platz                                                 | Land                         | Punkte                       | Platz                        | Land                         | Punkte                       |
| 1                                                     | Russland                     | 131,5                        | 1                            | Deutschland                  | 113,0                        |
| 2                                                     | Deutschland                  | 094,0                        | 2                            | Frankreich                   | 104,0                        |
| 3                                                     | Frankreich                   | 093,0                        | 3                            | Italien                      | 098,0                        |
| 4                                                     | Polen                        | 090,5                        | 4                            | Polen                        | 094,5                        |
| 5                                                     | Ukraine                      | 086,0                        | 5                            | Russland                     | 088,0                        |
| 6                                                     | Rumänien                     | 085,0                        | 6                            | Spanien                      | 086,5                        |
| 7                                                     | Italien                      | 077,0                        | 7                            | Großbritannien               | 070,0                        |
| 8                                                     | Griechenland                 | 062,0                        | 8                            | Tschechien                   | 063,0                        |
| ← Bydgoszcz 2004                                      | ← Bydgoszcz 2004             | ← Bydgoszcz 2004             | Málaga 2006 →                | Málaga 2006 →                | Málaga 2006 →                |
|  abgestiegen in die 1. Liga des nächsten Europacups   |                              |                              |                              |                              |                              |

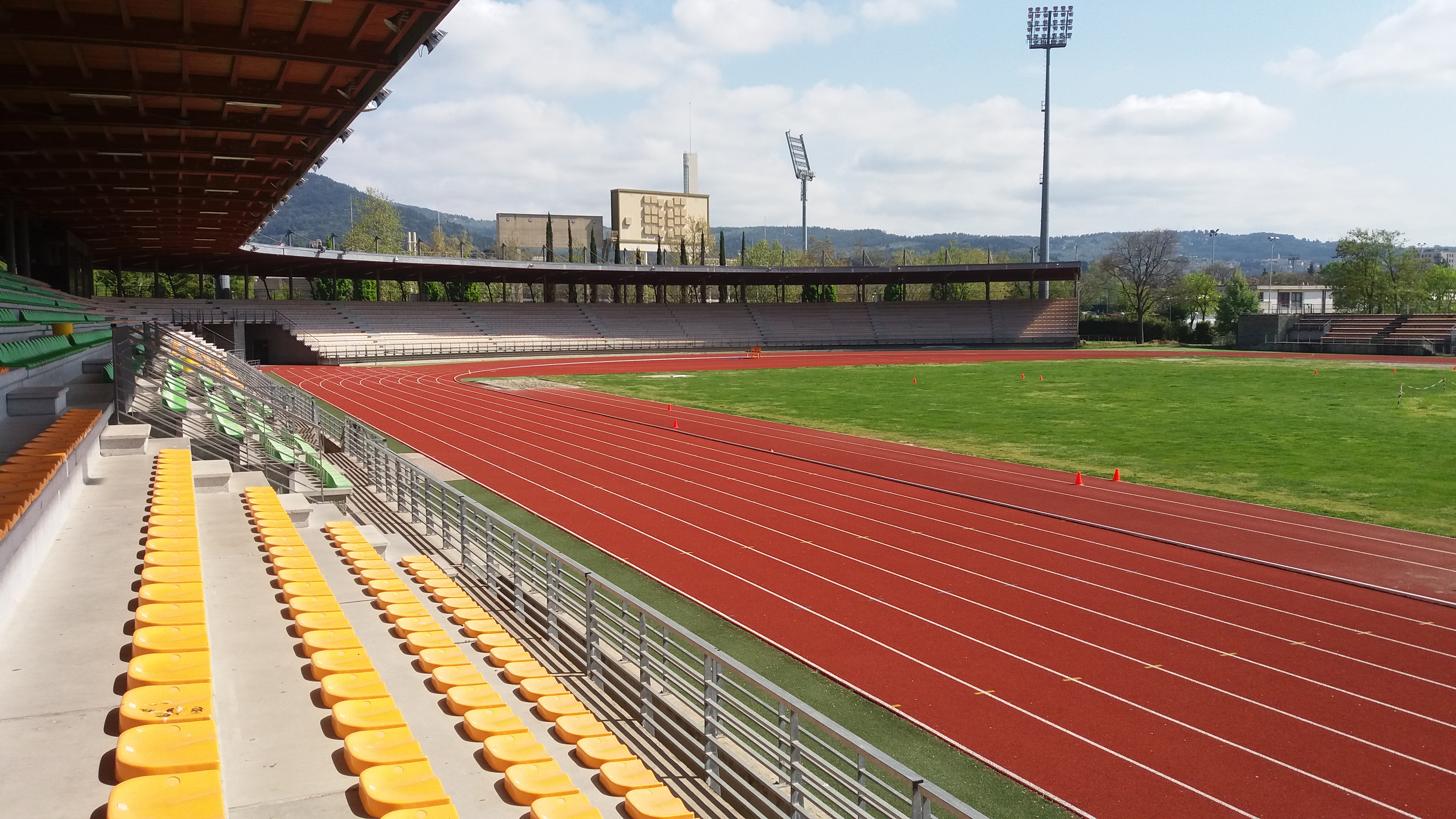
Stadio di atletica Luigi Ridolfi – hier im Jahr 2016

Das 26. Leichtathletik-Europacup-Superliga-Finale fand vom 17. bis 19. Juni 2005 wie schon zwei Jahre zuvor im Stadio Luigi Ridolfi von Florenz (Italien) statt und umfasste vierzig Disziplinen (20 Männer, 20 Frauen).

## Modus
Auch die diesjährige Austragung fand nach den im Europacup 1983 erstmals gültigen Regeln statt. Das höchste Niveau des Cups wurde als Superliga bezeichnet. Die einen Rang unter der Superliga platzierten Nationen trugen ihre Wettbewerbe in der 1. Liga aus, die in zwei Gruppen unterteilt war. Die 2. Liga war wie schon in den Vorjahren ebenfalls in zwei Gruppen aufgeteilt.
Die Wettbewerbe der Superliga wurden von Freitag, 17. bis Sonntag, 19. Juni ausgetragen. In den beiden anderen Ligen fanden die Wettkämpfe am selben Wochenende statt, dort wurde allerdings an allen vier Austragungsorten erst am 18. Juni begonnen. Das seit 1983 praktizierte System mit Auf- und Absteigern entschied auch weiterhin über die Ligeneinteilungen des nächsten Cups – hier für 2006.
Ab 1994 war der vorher praktizierte Austragungsturnus von zwei Jahren auf ein Jahr verkürzt worden. Dadurch war der Europacup in keinem Jahr mehr der internationale Jahreshöhepunkt. In den ungeraden Jahren wurden Weltmeisterschaften, in den geraden Jahren Europameisterschaften oder Olympische Spiele ausgetragen. Dies führte im Lauf der kommenden Jahre zu einer Abwertung des Cups.
Auch die zur Straffung der Veranstaltung 1997 eingeführte Praxis in den vertikalen Sprungwettbewerben, im Kugelstoßen sowie den Wurfdisziplinen wurde beibehalten. Dort standen den Athleten nicht wie üblich sechs, sondern nur vier Versuche zur Verfügung.

## Der Leichtathletik-Europacup 2005
Im Wettbewerbskatalog gab es nun keine Erweiterungen oder Veränderungen mehr.
Seit 1996 sponserte die Handelskette Spar (Eigenschreibweise: SPAR) den Europacup und blieb der Veranstaltung bis zuletzt erhalten. Dies hatte auch zur Umbenennung in SPAR-Europacup geführt.
Wie schon zwei Jahre zuvor, als der Europacup ebenfalls in Florenz stattgefunden hatte, fanden die Wettkämpfe wieder bei heißen Temperaturen statt. Bei den Frauen bauten die Russinnen ihre Erfolgsserie weiter aus. Die Zeit der Sowjetunion mit einberechnet gewannen sie den Cup zum insgesamt vierzehnten Mal und zum neunten Mal in Folge. Ein weiterer Sieg des russischen Frauenteams stand noch bevor. Die Athletinnen aus Polen belegten mit ihrem besten Europacupresultat den zweiten Platz. Die Athletinnen aus Italien und Griechenland standen am Ende als Absteigerinnen fest.
Im Männerwettbewerb verteidigte Deutschland seinen Titel vor Frankreich. Enttäuschend schnitt das britische Männerteam ab, das bei Anwendung der Regeln aus den letzten Jahren als Vorletzter abgestiegen wäre. Nur weil im darauffolgenden Jahr neun Mannschaften in der Superleague starteten, blieb den Briten dieser Abstieg erspart und lediglich die letztplatzierten Athleten aus Finnland mussten den Weg in die 1. Liga gehen.
Die russische Dreispringerin Anna Pjatych gewann ihre Disziplin zum vierten Mal in Folge. Die Rumänin Ionela Târlea-Manolache baute ihren Rekord als Athletin mit der höchsten Anzahl an Starts im Leichtathletik-Europacup auf 21 aus.

## Länderwertungen 2.Liga
Die 2. Liga der Männer und Frauen wurde am 18./19. Juni in zwei Gruppen ausgetragen. Die Wettbewerbe der Gruppe 1 fanden in Tallinn, Estland, statt, die der Gruppe 2 in Istanbul, Türkei. Aus den beiden Gruppen qualifizierten sich die jeweils ersten beiden Teams für die Teilnahme an den beiden Gruppen der 1. Liga des nächsten Europacups.
| Länderwertungen 2. Liga Gruppe 1 in Tallinn am 18./19. Juni | Länderwertungen 2. Liga Gruppe 1 in Tallinn am 18./19. Juni | Länderwertungen 2. Liga Gruppe 1 in Tallinn am 18./19. Juni | Länderwertungen 2. Liga Gruppe 1 in Tallinn am 18./19. Juni | Länderwertungen 2. Liga Gruppe 1 in Tallinn am 18./19. Juni | Länderwertungen 2. Liga Gruppe 1 in Tallinn am 18./19. Juni |
|                                                             | Frauen                                                      | Frauen                                                      |                                                             | Männer                                                      | Männer                                                      |
| Platz                                                       | Land                                                        | Punkte                                                      |                                                             | Land                                                        | Punkte                                                      |
| ----------------------------------------------------------- | ----------------------------------------------------------- | ----------------------------------------------------------- | ----------------------------------------------------------- | ----------------------------------------------------------- | ----------------------------------------------------------- |
| 1                                                           | Litauen                                                     | 110,0                                                       |                                                             | Norwegen                                                    | 127,5                                                       |
| 2                                                           | Lettland                                                    | 106,0                                                       |                                                             | Österreich                                                  | 109,0                                                       |
| 3                                                           | Estland                                                     | 103,0                                                       |                                                             | Dänemark                                                    | 106,0                                                       |
| 4                                                           | Österreich                                                  | 101,5                                                       |                                                             | Litauen                                                     | 101,0                                                       |
| 5                                                           | Dänemark                                                    | 096,5                                                       |                                                             | Israel                                                      | 088,5                                                       |
| 6                                                           | Slowakei                                                    | 087,0                                                       |                                                             | Lettland                                                    | 088,0                                                       |
| 7                                                           | Israel                                                      | 062,0                                                       |                                                             | Island                                                      | 050,0                                                       |
| 8                                                           | Island                                                      | 061,0                                                       |                                                             | Luxemburg                                                   | 040,0                                                       |

 qualifiziert für die 1. Liga des nächsten Europacups
| Länderwertungen 2. Liga Gruppe 2 in Istanbul am 18./19. Juni | Länderwertungen 2. Liga Gruppe 2 in Istanbul am 18./19. Juni | Länderwertungen 2. Liga Gruppe 2 in Istanbul am 18./19. Juni | Länderwertungen 2. Liga Gruppe 2 in Istanbul am 18./19. Juni | Länderwertungen 2. Liga Gruppe 2 in Istanbul am 18./19. Juni | Länderwertungen 2. Liga Gruppe 2 in Istanbul am 18./19. Juni |
|                                                              | Frauen                                                       | Frauen                                                       |                                                              | Männer                                                       | Männer                                                       |
| Platz                                                        | Land                                                         | Punkte                                                       |                                                              | Land                                                         | Punkte                                                       |
| ------------------------------------------------------------ | ------------------------------------------------------------ | ------------------------------------------------------------ | ------------------------------------------------------------ | ------------------------------------------------------------ | ------------------------------------------------------------ |
| 01                                                           | Türkei                                                       | 212,5                                                        | 01                                                           | Belarus                                                      | 227                                                          |
| 02                                                           | Schweiz                                                      | 203,0                                                        | 02                                                           | Türkei                                                       | 225                                                          |
| 03                                                           | Zypern                                                       | 183,0                                                        | 03                                                           | Bulgarien                                                    | 192                                                          |
| 04                                                           | Moldau                                                       | 169,0                                                        | 04                                                           | Moldau                                                       | 171                                                          |
| 05                                                           | Bosnien und Herzegowina                                      | 151,0                                                        | 05                                                           | Zypern                                                       | 167                                                          |
| 06                                                           | Albanien                                                     | 138,0                                                        | 06                                                           | Bosnien und Herzegowina                                      | 153                                                          |
| 07                                                           | AASSE                                                        | 098,0                                                        | 07                                                           | Aserbaidschan                                                | 129                                                          |
| 08                                                           | Georgien                                                     | 090,0                                                        | 08                                                           | Georgien                                                     | 104                                                          |
| 09                                                           | Armenien                                                     | 088,5                                                        | 09                                                           | Armenien                                                     | 101                                                          |
| 10                                                           | Aserbaidschan                                                | 076,0                                                        | 10                                                           | Andorra                                                      | 097                                                          |
| 11                                                           | Andorra                                                      | 074,0                                                        | 11                                                           | AASSE                                                        | 084                                                          |
| 12                                                           | Nordmazedonien                                               | 015,0                                                        | 12                                                           | Albanien                                                     | 068                                                          |
|                                                              |                                                              |                                                              | 13                                                           | Nordmazedonien                                               | 062                                                          |

 qualifiziert für die 1. Liga des nächsten Europacups

## Länderwertungen 1.Liga
Die Wettbewerbe in der 1. Liga wurden für Männer und Frauen gemeinsam am 18. und 19. Juni ausgetragen. Die Teams der Gruppe 1 trafen sich in Gävle (Schweden), die Gruppe 2 fand in der portugiesischen Stadt Leiria statt. Die beiden jeweiligen Gruppenersten qualifizierten sich für die Superliga des kommenden Europacups. In die 2. Liga absteigen mussten die Mannschaften auf den jeweils letzten beiden Plätzen.
| Länderwertungen 1. Liga Gruppe 1 – in Gävle am 18./19. Juni | Länderwertungen 1. Liga Gruppe 1 – in Gävle am 18./19. Juni | Länderwertungen 1. Liga Gruppe 1 – in Gävle am 18./19. Juni | Länderwertungen 1. Liga Gruppe 1 – in Gävle am 18./19. Juni | Länderwertungen 1. Liga Gruppe 1 – in Gävle am 18./19. Juni | Länderwertungen 1. Liga Gruppe 1 – in Gävle am 18./19. Juni |
|                                                             | Frauen                                                      | Frauen                                                      |                                                             | Männer                                                      | Männer                                                      |
| Platz                                                       | Land                                                        | Punkte                                                      |                                                             | Land                                                        | Punkte                                                      |
| ----------------------------------------------------------- | ----------------------------------------------------------- | ----------------------------------------------------------- | ----------------------------------------------------------- | ----------------------------------------------------------- | ----------------------------------------------------------- |
| 1                                                           | Schweden                                                    | 134,0                                                       |                                                             | Finnland                                                    | 120                                                         |
| 2                                                           | Spanien                                                     | 131,0                                                       |                                                             | Schweden                                                    | 118                                                         |
| 3                                                           | Tschechien                                                  | 092,0                                                       |                                                             | Schweiz                                                     | 106                                                         |
| 4                                                           | Finnland                                                    | 090,0                                                       |                                                             | Ungarn                                                      | 099                                                         |
| 5                                                           | Ungarn                                                      | 087,5                                                       |                                                             | Slowenien                                                   | 079                                                         |
| 6                                                           | Slowenien                                                   | 069,0                                                       |                                                             | Estland                                                     | 073                                                         |
| 7                                                           | Norwegen                                                    | 064,0                                                       |                                                             | Kroatien                                                    | 069                                                         |
| 8                                                           | Kroatien                                                    | 052,5                                                       |                                                             | Slowakei                                                    | 054                                                         |

 qualifiziert für die Superliga des nächsten Europacups

 abgestiegen in die 2. Liga des nächsten Europacups
| Länderwertungen 1. Liga Gruppe 2 – in Leiria am 18./19. Juni | Länderwertungen 1. Liga Gruppe 2 – in Leiria am 18./19. Juni | Länderwertungen 1. Liga Gruppe 2 – in Leiria am 18./19. Juni | Länderwertungen 1. Liga Gruppe 2 – in Leiria am 18./19. Juni | Länderwertungen 1. Liga Gruppe 2 – in Leiria am 18./19. Juni | Länderwertungen 1. Liga Gruppe 2 – in Leiria am 18./19. Juni |
|                                                              | Frauen                                                       | Frauen                                                       |                                                              | Männer                                                       | Männer                                                       |
| Platz                                                        | Land                                                         | Punkte                                                       |                                                              | Land                                                         | Punkte                                                       |
| ------------------------------------------------------------ | ------------------------------------------------------------ | ------------------------------------------------------------ | ------------------------------------------------------------ | ------------------------------------------------------------ | ------------------------------------------------------------ |
| 1                                                            | Großbritannien                                               | 134,0                                                        |                                                              | Ukraine                                                      | 115                                                          |
| 2                                                            | Belarus                                                      | 107,5                                                        |                                                              | Griechenland                                                 | 111                                                          |
| 3                                                            | Belgien                                                      | 090,0                                                        |                                                              | Niederlande                                                  | 105                                                          |
| 4                                                            | Niederlande                                                  | 085,0                                                        |                                                              | Portugal                                                     | 102                                                          |
| 5                                                            | Portugal                                                     | 085,0                                                        |                                                              | Belgien                                                      | 099                                                          |
| 6                                                            | Bulgarien                                                    | 083,0                                                        |                                                              | Rumänien                                                     | 077                                                          |
| 7                                                            | Irland                                                       | 079,0                                                        |                                                              | Irland                                                       | 065                                                          |
| 8                                                            | Serbien und Montenegro                                       | 053,0                                                        |                                                              | Serbien und Montenegro                                       | 044                                                          |

 qualifiziert für die Superliga des nächsten Europacups

 abgestiegen in die 2. Liga des nächsten Europacups

## Länderwertungen Superliga
In der Frauenwertung stiegen die Teams auf den letzten beiden Plätzen in die 1. Liga des nachfolgenden Europacups ab. Bei den Männern gab es als Absteiger nur das letztplatzierte Finnland.
| Länderwertungen Superliga – in Florenz 17. bis 19. Juni | Länderwertungen Superliga – in Florenz 17. bis 19. Juni | Länderwertungen Superliga – in Florenz 17. bis 19. Juni | Länderwertungen Superliga – in Florenz 17. bis 19. Juni | Länderwertungen Superliga – in Florenz 17. bis 19. Juni | Länderwertungen Superliga – in Florenz 17. bis 19. Juni |
|                                                         | Frauen                                                  | Frauen                                                  |                                                         | Männer                                                  | Männer                                                  |
| Platz                                                   | Land                                                    | Punkte                                                  |                                                         | Land                                                    | Punkte                                                  |
| ------------------------------------------------------- | ------------------------------------------------------- | ------------------------------------------------------- | ------------------------------------------------------- | ------------------------------------------------------- | ------------------------------------------------------- |
| 1                                                       | Russland                                                | 131,5                                                   |                                                         | Deutschland                                             | 113,0                                                   |
| 2                                                       | Deutschland                                             | 094,0                                                   |                                                         | Frankreich                                              | 104,0                                                   |
| 3                                                       | Frankreich                                              | 093,0                                                   |                                                         | Italien                                                 | 098,0                                                   |
| 4                                                       | Polen                                                   | 090,5                                                   |                                                         | Polen                                                   | 094,5                                                   |
| 5                                                       | Ukraine                                                 | 086,0                                                   |                                                         | Russland                                                | 088,0                                                   |
| 6                                                       | Rumänien                                                | 085,0                                                   |                                                         | Spanien                                                 | 086,5                                                   |
| 7                                                       | Italien                                                 | 077,0                                                   |                                                         | Großbritannien                                          | 070,0                                                   |
| 8                                                       | Griechenland                                            | 062,0                                                   |                                                         | Tschechien                                              | 063,0                                                   |

 abgestiegen in die 1. Liga des nächsten Europacups

## Legende
Kurze Übersicht zur Bedeutung der Symbolik – so üblicherweise auch in sonstigen Veröffentlichungen verwendet:
| DNF | nicht im Ziel (did not finish)                               |
| DSQ | disqualifiziert                                              |
| x   | ungültig                                                     |
| o   | Höhe übersprungen                                            |
| –   | ausgelassen                                                  |
| w   | Rückenwindunterstützung über dem erlaubten Limit von 2,0 m/s |

## Superliga: Resultate der Einzeldisziplinen

### Männer

#### 100 m
| Platz | Athlet                | Land | Zeit (s) |
| ----- | --------------------- | ---- | -------- |
| 1     | Ronald Pognon         | FRA  | 10,06    |
| 2     | Mark Lewis-Francis    | GBR  | 10,10    |
| 3     | Simone Collio         | ITA  | 10,15    |
| 4     | Andrei Jepischin      | RUS  | 10,26    |
| 5     | Łukasz Chyła          | POL  | 10,31    |
| 6     | Jiří Vojtík           | CZE  | 10,39    |
| 7     | Ángel David Rodríguez | ESP  | 10,39    |
| 8     | Marc Blume            | GER  | 10,51    |

Datum: 17. Juni
Wind: +2,1 m/s
Die Windunterstützung lag in diesem Wettbewerb um 0,1 m/s über dem zulässigen Wert, sodass die erzielten Leistungen nicht bestenlistenreif waren.

#### 200 m
| Platz | Athlet                       | Land | Zeit (s) |
| ----- | ---------------------------- | ---- | -------- |
| 1     | Christian Malcolm            | GBR  | 20,15    |
| 2     | Tobias Unger                 | GER  | 20,36    |
| 3     | Jiří Vojtík                  | CZE  | 20,66    |
| 4     | Koura Kaba Fantoni           | GER  | 20,75    |
| 5     | Marcin Urbaś                 | POL  | 20,75    |
| 6     | Iwan Teplych                 | RUS  | 21,00    |
| 7     | Idrissa Barké                | FRA  | 21,05    |
| 8     | José María García-Borreguero | ESP  | 21,31    |

Datum: 19. Juni
Wind: −0,6 m/s

#### 400 m
| Platz | Athlet          | Land | Zeit (s) |
| ----- | --------------- | ---- | -------- |
| 1     | Marc Raquil     | FRA  | 45,80    |
| 2     | Simon Kirch     | GER  | 45,86    |
| 3     | Andrei Rudnizki | RUS  | 46,06    |
| 4     | Andrea Barberi  | ITA  | 46,09    |
| 5     | Malachi Davis   | GBR  | 46,15    |
| 6     | Piotr Klimczak  | POL  | 46,23    |
| 7     | Karel Bláha     | CZE  | 46,48    |
| 8     | David Testa     | ESP  | 46,81    |

Datum: 18. Juni

#### 800 m
| Platz | Athlet               | Land | Zeit (min) |
| ----- | -------------------- | ---- | ---------- |
| 1     | Antonio Manuel Reina | ESP  | 1:46,11    |
| 2     | Grzegorz Krzosek     | POL  | 1:46,52    |
| 3     | Dimitri Bogdanow     | RUS  | 1:46,79    |
| 4     | René Herms           | GER  | 1:47,04    |
| 5     | Nicolas Aïssat       | FRA  | 1:47,31    |
| 6     | Maurizio Bobbato     | ITA  | 1:47,86    |
| 7     | Jimmy Watkins        | GBR  | 1:48,50    |
| DNF   | Jaroslav Růža        | CZE  |            |

Datum: 19. Juni

#### 1500 m
| Platz | Athlet                  | Land | Zeit (min) |
| ----- | ----------------------- | ---- | ---------- |
| 1     | Juan Carlos Higuero     | ESP  | 3:41,72    |
| 2     | Mounir Yemmouni         | FRA  | 3:42,10    |
| 3     | Paweł Czapiewski        | POL  | 3:42,19    |
| 4     | Michal Šneberger        | CZE  | 3:42,49    |
| 5     | Franek Haschke          | GER  | 3:43,04    |
| 6     | Christian Obrist        | ITA  | 3:44,25    |
| 7     | James Thie              | GBR  | 3:44,46    |
| 8     | Alexander Kriwtschonkow | RUS  | 3:44,52    |

Datum: 18. Juni
1. Juan-Carlos Higuero (Spanien)	

#### 3000 m
| Platz | Athlet          | Land | Zeit (min) |
| ----- | --------------- | ---- | ---------- |
| 1     | Jesús España    | ESP  | 8:16,48    |
| 2     | Mo Farah        | GBR  | 8:17,28    |
| 3     | Yared Shegumo   | POL  | 8:18,06    |
| 4     | Arne Gabius     | GER  | 8:18,07    |
| 5     | Mokhtar Benhari | FRA  | 8:19,11    |
| 6     | Simone Zanon    | ITA  | 8:19,19    |
| 7     | Dmitri Maximow  | RUS  | 8:26,76    |
| 8     | Václav Janoušek | CZE  | 8:57,25    |

Datum: 19. Juni

#### 5000 m
| Platz | Athlet                 | Land | Zeit (min) |
| ----- | ---------------------- | ---- | ---------- |
| 1     | Juan Carlos de la Ossa | ESP  | 13:30,97   |
| 2     | Bouabdellah Tahri      | FRA  | 13:32,34   |
| 3     | Jan Fitschen           | GER  | 13:33,46   |
| 4     | Sergei Iwanow          | RUS  | 13:43,84   |
| 5     | Jakub Czaja            | POL  | 13:46,53   |
| 6     | Salvatore Vincenti     | ITA  | 14:00,97   |
| 7     | Chris Davies           | GBR  | 14:06,21   |
| 8     | Jan Kreisinger         | CZE  | 14;58,43   |

Datum: 17. Juni

#### 110 m Hürden
| Platz | Athlet           | Land | Zeit (s) |
| ----- | ---------------- | ---- | -------- |
| 1     | Ladji Doucouré   | FRA  | 13,16    |
| 2     | Thomas Blaschek  | GER  | 13,44    |
| 3     | Andrea Giaconi   | ITA  | 13,52    |
| 4     | Felipe Vivancos  | ESP  | 13,70    |
| 5     | Artur Kohutek    | POL  | 13,70    |
| 6     | Stanislav Sajdok | CZE  | 13,96    |
| 7     | Michail Lipski   | RUS  | 15,62    |
| DNF   | David Hughes     | GBR  |          |

Datum: 19. Juni
Wind: +2,0 m/s

#### 400 m Hürden
| Platz | Athlet                | Land | Zeit (s) |
| ----- | --------------------- | ---- | -------- |
| 1     | Naman Keïta           | FRA  | 48,77    |
| 2     | Marek Plawgo          | POL  | 48,99    |
| 3     | Gianni Carabelli      | ITA  | 49,04    |
| 4     | Christian Duma        | GER  | 49,17    |
| 5     | Jiří Mužík            | CZE  | 49,89    |
| 6     | Christopher Rawlinson | GBR  | 50,44    |
| 7     | Michail Lipski        | RUS  | 50,52    |
| 8     | Javier Gutiérrez      | ESP  | 50,52    |

Datum: 18. Juni

#### 3000 m Hindernis
| Platz | Athlet                | Land | Zeit (min) |
| ----- | --------------------- | ---- | ---------- |
| 1     | Antonio David Jiménez | ESP  | 8:20,17    |
| 2     | Radosław Popławski    | POL  | 8:20,48    |
| 3     | Vincent Le Dauphin    | FRA  | 8:22,03    |
| 4     | Filmon Ghirmai        | GER  | 8:22,37    |
| 5     | Andrei Olschanski     | RUS  | 8:30,47    |
| 6     | Stuart Stokes         | GBR  | 8:35,93    |
| 7     | Yuri Floriani         | ITA  | 8:40,82    |
| 8     | František Zouhar      | CZE  | 8:44,38    |

Datum: 17. Juni

#### 4 × 100 m Staffel
| Platz | Besetzung      | Land                                                                            | Zeit (s) |
| ----- | -------------- | ------------------------------------------------------------------------------- | -------- |
| 1     | Großbritannien | Jason Gardener Marlon Devonish Christian Malcolm Mark Lewis-Francis             | 38,67    |
| 2     | Italien        | Luca Verdecchia Simone Collio Marco Torrieri Koura Kaba Fantoni                 | 38,69    |
| 3     | Frankreich     | Luéyi Dovy Ronald Pognon Ladji Doucouré Ydrissa M’Barke                         | 38,78    |
| 4     | Deutschland    | Marc Blume Tobias Unger Alexander Kosenkow Marius Broening                      | 39,00    |
| 5     | Polen          | Zbigniew Tulin Łukasz Chyła Michał Bielczyk Marcin Urbaś                        | 39,11    |
| 6     | Spanien        | Cecilio Maestra Ángel David Rodríguez José Maria García-Borreguer Jordi Mayoral | 40,02    |
| 7     | Tschechien     | Tomáš Knébl Jan Stokláska Rudolf Götz Radek Zachoval                            | 40,28    |
| DSQ   | Russland       | Sergei Bytschkow Alexander Rjabow Iwan Teplych Andrei Jepischin                 |          |

Datum: 18. Juni

#### 4 × 400 m Staffel
| Platz | Besetzung      | Land                                                             | Zeit (min) |
| ----- | -------------- | ---------------------------------------------------------------- | ---------- |
| 1     | Großbritannien | Robert Tobin Graham Hedman Malachi Davis Timothy Benjamin        | 3:00,51    |
| 2     | Polen          | Piotr Klimczak Marcin Marciniszyn Robert Maćkowiak Marek Plawgo  | 3:01,33    |
| 3     | Frankreich     | Abderrahim El Haouzy Naman Keïta Richard Maunier Marc Raquil     | 3:01,65    |
| 4     | Italien        | Claudio Licciardello Edoardo Vallet Luca Galletti Andrea Barberi | 3:01,96    |
| 5     | Russland       | Oleg Mischukow Jewgeni Lebedew Dmitri Forschew Andrei Rudnizki   | 3:02,52    |
| 6     | Deutschland    | Simon Kirch Florian Seitz Ralf Riester Bastian Swillims          | 3:02,94    |
| 7     | Spanien        | Santiago Ezquerro David Testa Antonio Manuel Reina David Melo    | 3:04,24    |
| 8     | Tschechien     | Jiří Mužík Jiří Vojtík Rudolf Götz Karel Bláha                   | 3:05,02    |

Datum: 19. Juni

#### Hochsprung
| Platz | Athlet          | Land | Höhe (m) | Versuchsserie (m) | Versuchsserie (m) | Versuchsserie (m) | Versuchsserie (m) | Versuchsserie (m) | Versuchsserie (m) | Versuchsserie (m) |
| Platz | Athlet          | Land | Höhe (m) | 2,10              | 2,15              | 2,20              | 2,24              | 2,27              | 2,30              | 2,32              |
| 1     | Alexei Dmitrik  | RUS  | 2,30     | o                 | o                 | o                 | xo                | o                 | xxo               | xxx               |
| 2     | Nicola Ciotti   | ITA  | 2,30     | –                 | o                 | o                 | xo                | xxo               | xxo               | xxx               |
| 3     | Svatoslav Ton   | CZE  | 2,27     | –                 | o                 | o                 | xxo               | o                 | xxx               |                   |
| 4     | Mickaël Hanany  | FRA  | 2,27     | xo                | o                 | o                 | xxo               | xo                | xxx               |                   |
| 5     | Roman Fricke    | GER  | 2,24     | o                 | o                 | o                 | o                 | xxx               |                   |                   |
| 5     | Grzegorz Sposób | POL  | 2,24     | –                 | o                 | o                 | o                 | xxx               |                   |                   |
| 7     | Ben Challenger  | GBR  | 2,20     | –                 | o                 | o                 | xxx               |                   |                   |                   |
| 8     | Javier Bermejo  | ESP  | 2,20     | o                 | o                 | xo                | xxx               |                   |                   |                   |

Datum: 17. Juni

#### Stabhochsprung
| Platz | Athlet                   | Land | Höhe (m) | Versuchsserie (m) | Versuchsserie (m) | Versuchsserie (m) | Versuchsserie (m) | Versuchsserie (m) | Versuchsserie (m) | Versuchsserie (m) | Versuchsserie (m) | Versuchsserie (m) | Versuchsserie (m) |
| Platz | Athlet                   | Land | Höhe (m) | 5,10              | 5,20              | 5,30              | 5,40              | 5,50              | 5,60              | 5,65              | 5,70              | 5,80              | 5,91              |
| 1     | Giuseppe Gibilisco       | ITA  | 5,80     | –                 | –                 | –                 | xo                | –                 | xo                | –                 | o                 | xo                | xxx               |
| 2     | Adam Ptáček              | CZE  | 5,60     | –                 | o                 | –                 | xo                | –                 | o                 | –                 | xxx               |                   |                   |
| 3     | Jewgeni Mitschaltschenko | RUS  | 5,50     | –                 | –                 | o                 | o                 | xo                |                   | xx–               | x                 |                   |                   |
| 4     | Javier Gazol             | ESP  | 5,40     | –                 | o                 | –                 | o                 | xxx               |                   |                   |                   |                   |                   |
| 4     | Fabian Schulze           | GER  | 5,40     | –                 | –                 | –                 | o                 | –                 | xxx               |                   |                   |                   |                   |
| 6     | Adam Kolasa              | POL  | 5,30     | –                 | o                 | o                 | xxx               |                   |                   |                   |                   |                   |                   |
| 7     | Jérôme Clavier           | FRA  | 5,30     | o                 | –                 | xo                | xxx               |                   |                   |                   |                   |                   |                   |
| 8     | Nick Buckfield           | GBR  | 5,20     | –                 | o                 | –                 | xxx               |                   |                   |                   |                   |                   |                   |

Datum: 19. Juni

#### Weitsprung
| Platz | Athlet             | Land | Weite (m) | Versuchsserie (m) | Versuchsserie (m) | Versuchsserie (m) | Versuchsserie (m) |
| Platz | Athlet             | Land | Weite (m) | 1. Versuch        | 2. Versuch        | 3. Versuch        | 4. Versuch        |
| 1     | Nils Winter        | GER  | 8,0600    | 7,71              | 7,64              | 8,06              | x                 |
| 2     | Salim Sdiri        | FRA  | 8,05 w    | x                 | x                 | x                 | 8,05 w            |
| 3     | Witali Schkurlatow | RUS  | 7,9800    | x                 | x                 | 7,98              | x                 |
| 4     | Nicola Trentin     | ITA  | 7,8700    | 7,87              | x                 | x                 | x                 |
| 5     | Alberto Sanz       | ESP  | 7,8300    | 7,75              | x                 | x                 | 7,8300            |
| 6     | Tomasz Mateusiak   | POL  | 7,7300    | 7,68              | 7,53              | 7,73              | 7,5100            |
| 7     | Roman Šebrle       | CZE  | 7,3800    | 7,28              | 7,38              | 6,97              | 7,1600            |
| 8     | Nathan Morgan      | GBR  | 7,3000    | x                 | x                 | x                 | 7,3000            |

Datum: 18. Juni

#### Dreisprung
| Platz | Athlet              | Land | Weite (m) | Versuchsserie (m) | Versuchsserie (m) | Versuchsserie (m) | Versuchsserie (m) |
| Platz | Athlet              | Land | Weite (m) | 1. Versuch        | 2. Versuch        | 3. Versuch        | 4. Versuch        |
| 1     | Charles Friedek     | GER  | 17,20     | x                 | x                 | 16,12             | 17,20             |
| 2     | Daniil Burkenja     | RUS  | 17,06     | 16,51             | x                 | 16,05             | 17,06             |
| 3     | Sébastien Pincemail | FRA  | 16,83     | 16,83             | 16,81             | x                 | x                 |
| 4     | Emanuele Sardano    | ITA  | 16,57     | 16,57             | x                 | 16,32             | 16,25             |
| 5     | Nathan Douglas      | GBR  | 16,54     | x                 | x                 | 16,54             | 16,49             |
| 6     | Tomás Cholenský     | CZE  | 16,48     | 16,48             | 14,53             | x                 | x                 |
| 7     | Jacek Kazimierowski | POL  | 16,13     | 16,08             | x                 | x                 | 16,13             |
| 8     | Eduardo Pérez       | ESP  | 15,76     | 15,34             | 15,65             | 15,76             | x                 |

Datum: 19. Juni

#### Kugelstoßen
| Platz | Athlet          | Land | Weite (m) | Versuchsserie (m) | Versuchsserie (m) | Versuchsserie (m) | Versuchsserie (m) |
| Platz | Athlet          | Land | Weite (m) | 1. Versuch        | 2. Versuch        | 3. Versuch        | 4. Versuch        |
| 1     | Ralf Bartels    | GER  | 20,76     | 20,76             | x                 | x                 | x                 |
| 2     | Manuel Martínez | ESP  | 20,28     | 19,52             | 20,26             | 20,28             | 20,07             |
| 3     | Petr Stehlík    | CZE  | 20,24     | 19,75             | x                 | x                 | 20,24             |
| 4     | Tomasz Majewski | POL  | 20,13     | 19,72             | 20,13             | 19,88             | x                 |
| 5     | Carl Myerscough | GBR  | 20,05     | 20,00             | 20,05             | x                 | x                 |
| 6     | Pawel Sofjin    | RUS  | 19,77     | x                 | 19,52             | x                 | 19,77             |
| 7     | Marco Dodoni    | ITA  | 19,15     | 18,74             | 19,15             | x                 | x                 |
| 8     | Gaëtan Bucki    | FRA  | 18,88     | 18,38             | 18,19             | 18,64             | 18,88             |

Datum: 18. Juni

#### Diskuswurf
| Platz | Athlet                  | Land | Weite (m) | Versuchsserie (m) | Versuchsserie (m) | Versuchsserie (m) | Versuchsserie (m) |
| Platz | Athlet                  | Land | Weite (m) | 1. Versuch        | 2. Versuch        | 3. Versuch        | 4. Versuch        |
| 1     | Mario Pestano           | ESP  | 66,29     | 60,60             | 64,88             | 66,29             | 65,65             |
| 2     | Michael Möllenbeck      | GER  | 64,12     | x                 | 62,28             | 64,12             | 62,81             |
| 3     | Diego Fortuna           | ITA  | 61,06     | 59,97             | 69,87             | 61,06             | 60,70             |
| 4     | Libor Malina            | CZE  | 61,06     | 61,06             | 58,86             | x                 | x                 |
| 5     | Bogdan Pischtschalnikow | RUS  | 59,68     | 57,97             | 59,68             | x                 | x                 |
| 6     | Andrzej Krawczyk        | POL  | 59,47     | 59,11             | 59,47             | 58,77             | x                 |
| 7     | Jean-Claude Retel       | FRA  | 58,41     | x                 | 54,87             | 58,41             | 56,56             |
| 8     | Emeka Udechuku          | GBR  | 57,38     | 55,97             | 57,38             | 55,19             | 55,47             |

Datum: 18. Juni

#### Hammerwurf
| Platz | Athlet            | Land | Weite (m) | Versuchsserie (m) | Versuchsserie (m) | Versuchsserie (m) | Versuchsserie (m) |
| Platz | Athlet            | Land | Weite (m) | 1. Versuch        | 2. Versuch        | 3. Versuch        | 4. Versuch        |
| 1     | Szymon Ziółkowski | POL  | 79,14     | 75,02             | 76,78             | 79,14             | x                 |
| 2     | Ilja Konowalow    | RUS  | 76,78     | 76,65             | 76,65             | 76,78             | 76,33             |
| 3     | Markus Esser      | GER  | 76,11     | 76,11             | x                 | x                 | x                 |
| 4     | Nicola Vizzoni    | ITA  | 74,82     | 74,33             | x                 | 71,92             | 74,82             |
| 5     | Lukáš Melich      | CZE  | 72,80     | x                 | 72,80             | x                 | x                 |
| 6     | Moisés Campeny    | ESP  | 70,57     | 69,87             | 70,57             | x                 | 70,19             |
| 7     | Nicolas Figère    | FRA  | 69,48     | 69,04             | 69,48             | x                 | x                 |
| 8     | Andrew Frost      | GBR  | 68,70     | x                 | x                 | 68,70             | 67,33             |

Datum: 19. Juni

#### Speerwurf
| Platz | Athlet            | Land | Weite (m) | Versuchsserie (m) | Versuchsserie (m) | Versuchsserie (m) | Versuchsserie (m) |
| Platz | Athlet            | Land | Weite (m) | 1. Versuch        | 2. Versuch        | 3. Versuch        | 4. Versuch        |
| 1     | Mark Frank        | GER  | 82,38     | 76,98             | 78,62             | 82,38             | 78,53             |
| 2     | Alexander Iwanow  | RUS  | 81,96     | 80,63             | 81,96             | x                 | x                 |
| 3     | Francesco Pignata | ESP  | 81,67     | 79,59             | 81,67             | 80,56             | x                 |
| 4     | Vitoli Tipotio    | FRA  | 77,23     | 76,75             | x                 | x                 | 77,23             |
| 5     | Igor Janik        | POL  | 75,36     | x                 | 74,71             | 73,58             | 75,36             |
| 6     | Gustavo Dacal     | ESP  | 74,29     | 70,67             | 71,52             | x                 | 74,29             |
| 7     | Nick Nieland      | GBR  | 73,97     | x                 | 73,95             | 73,97             | x                 |
| 8     | Petr Bělunek      | CZE  | 72,68     | 72,47             | 72,68             | 69,39             | x                 |

Datum: 19. Juni

### Frauen

#### 100 m
| Platz | Athletin            | Land | Zeit (s) |
| ----- | ------------------- | ---- | -------- |
| 1     | Christine Arron     | FRA  | 11,09    |
| 2     | Olga Fjodorowa      | RUS  | 11,21    |
| 3     | Maria Karastamati   | GRC  | 11,30    |
| 4     | Manuela Levorato    | ITA  | 11,42    |
| 5     | Angela Moroșanu     | ROU  | 11,47    |
| 6     | Irina Koschemjakina | UKR  | 11,53    |
| 7     | Esther Möller       | GER  | 11,57    |
| 8     | Daria Onyśko        | POL  | 11,64    |

Datum: 18. Juni
Wind: +1,3 m/s

#### 200 m
| Platz | Athletin                | Land | Zeit (s) |
| ----- | ----------------------- | ---- | -------- |
| 1     | Christine Arron         | FRA  | 22,84    |
| 2     | Jelena Bolsun           | RUS  | 23,00    |
| 3     | Maryna Maydanova        | UKR  | 23,01    |
| 4     | Anna Guzowska           | POL  | 23,15    |
| 5     | Ionela Târlea-Manolache | ROU  | 23,26    |
| 6     | Vincenza Calì           | ITA  | 23,38    |
| 7     | Birgit Rockmeier        | GER  | 23,42    |
| 8     | Marina Vasarmidou       | GRC  | 23,86    |

Datum: 19. Juni
Wind: −0,6 m/s

#### 400 m
| Platz | Athletin                | Land | Zeit (s) |
| ----- | ----------------------- | ---- | -------- |
| 1     | Natalja Antjuch         | RUS  | 50,67    |
| 2     | Antonina Jefremowa      | UKR  | 51,56    |
| 3     | Dímitra Dóva            | GRC  | 51,89    |
| 4     | Ionela Târlea-Manolache | ROU  | 52,09    |
| 5     | Solène Désert           | FRA  | 52,13    |
| 6     | Monika Bejnar           | POL  | 52,31    |
| 7     | Claudia Hoffmann        | GER  | 52,64    |
| 8     | Daniela Reina           | ITA  | 54,29    |

Datum: 18. Juni

#### 800 m
| Platz | Athletin             | Land | Zeit (min) |
| ----- | -------------------- | ---- | ---------- |
| 1     | Maria Cioncan        | ROU  | 2:00,88    |
| 2     | Monika Gradzki       | GER  | 2:01,00    |
| 3     | Swetlana Kljuka      | RUS  | 2:01,02    |
| 4     | Élisabeth Grousselle | FRA  | 2:01,45    |
| 5     | Ewelina Sętowska     | POL  | 2:01,99    |
| 6     | Tamara Twerdostup    | UKR  | 2:02,28    |
| 7     | Alexia Oberstolz     | ITA  | 2:02,35    |
| 8     | Eleni Filandra       | GRC  | 2:04,92    |

Datum: 18. Juni

#### 1500 m
| Platz | Athletin            | Land | Zeit (min) |
| ----- | ------------------- | ---- | ---------- |
| 1     | Julija Tschischenko | RUS  | 4:06,76    |
| 2     | Maria Cioncan       | ROU  | 4:07,39    |
| 3     | Bouchra Ghezielle   | FRA  | 4:08,02    |
| 4     | Anna Jakubczak      | POL  | 4:08,84    |
| 5     | Nelya Neporadna     | UKR  | 4:12,14    |
| 6     | Kathleen Friedrich  | GER  | 4:12,71    |
| 7     | Eleonora Berlanda   | ITA  | 4:14,86    |
| 8     | Fotini Dagli-Pagoto | GRC  | 4:18,99    |

Datum: 19. Juni

#### 3000 m
| Platz | Athletin             | Land | Zeit (min) |
| ----- | -------------------- | ---- | ---------- |
| 1     | Jelena Sadoroschnaja | RUS  | 08:57,08   |
| 2     | Maria Martins        | FRA  | 09:00,71   |
| 3     | Tetjana Krywobok     | UKR  | 09:01,65   |
| 4     | Mihaela Botezan      | ROU  | 09:02,84   |
| 5     | Justyna Lesman       | POL  | 09:16,02   |
| 6     | Angela Rinicella     | ITA  | 09:22,10   |
| 7     | Kalliopi Astropekaki | GRC  | 09:32,20   |
| 8     | Susanne Ritter       | GER  | 10:00,82   |

Datum: 18. Juni

#### 5000 m
| Platz | Athletin            | Land | Zeit (min) |
| ----- | ------------------- | ---- | ---------- |
| 1     | Lilija Schobuchowa  | RUS  | 15:01,15   |
| 2     | Wioletta Janowska   | POL  | 15:08,38   |
| 3     | Mihaela Botezan     | ROU  | 15:13,36   |
| 4     | Sabrina Mockenhaupt | GER  | 15:20,66   |
| 5     | Margaret Maury      | FRA  | 15:24,99   |
| 6     | Silvia Weissteiner  | ITA  | 15:34,23   |
| 7     | Natalja Berkut      | UKR  | 15:35,84   |
| 8     | María Protópappa    | GRC  | 15:36,89   |

Datum: 17. Juni

#### 100 m Hürden
| Platz | Athletin           | Land | Zeit (s) |
| ----- | ------------------ | ---- | -------- |
| 1     | Linda Khodadin     | FRA  | 12,73    |
| 2     | Kirsten Bolm       | GER  | 12,79    |
| 3     | Flóra Redoúmi      | FRA  | 13,03    |
| 4     | Aurelia Trywiańska | POL  | 13,25    |
| 5     | Micol Cattaneo     | ITA  | 13,34    |
| 6     | Yevheniya Snihur   | UKR  | 13,40    |
| 7     | Marija Korotejewa  | RUS  | 13,79    |
| 8     | Viorica Țigău      | ROU  | 13,85    |

Datum: 19. Juni
Wind: −1,3 m/s

#### 400 m Hürden
| Platz | Athletin             | Land | Zeit (s) |
| ----- | -------------------- | ---- | -------- |
| 1     | Anna Jesień          | POL  | 54,90    |
| 2     | Jekaterina Bikert    | RUS  | 55,73    |
| 3     | Claudia Marx         | GER  | 55,84    |
| 4     | Monika Niederstätter | ITA  | 56,38    |
| 5     | Hristína Hantzí-Neag | GRC  | 56,49    |
| 6     | Sylvanie Morandais   | FRA  | 57,07    |
| 7     | Oksana Volosyuk      | UKR  | 57,34    |
| 8     | Iuliana Popescu      | ROU  | 60,99    |

Datum: 18. Juni

#### 3000 m Hindernis
| Platz | Athlet                   | Land | Zeit (min) |
| ----- | ------------------------ | ---- | ---------- |
| 1     | Cristina Casandra        | ROU  | 09:35,95   |
| 2     | Ljubow Iwanowa           | RUS  | 09:46,63   |
| 3     | Justyna Bąk              | POL  | 09:51,51   |
| 4     | Élodie Olivarès          | FRA  | 09:56,12   |
| 5     | Verena Dreier            | GER  | 09:59,22   |
| 6     | Valeriya Mara            | UKR  | 10:00,99   |
| 7     | Agnes Tschurtschenthaler | ITA  | 10:08,42   |
| 8     | María Pardaloú           | GRC  | 10:08,59   |

Datum: 17. Juni

#### 4 × 100 m Staffel
| Platz | Land         | Besetzung                                                                 | Zeit (s) |
| ----- | ------------ | ------------------------------------------------------------------------- | -------- |
| 1     | Russland     | Olga Fjodorowa Julija Guschtschina Irina Chabarowa Jekaterina Kondratjewa | 42,73    |
| 2     | Deutschland  | Katja Wakan Esther Möller Birgit Rockmeier Verena Sailer                  | 43,58    |
| 3     | Italien      | Elena Sordelli Vincenza Calì Manuela Grillo Manuela Levorato              | 43,83    |
| 4     | Polen        | Iwona Dorobisz Daria Onyśko Dorota Dydo Anna Guzowska                     | 43,85    |
| 5     | Griechenland | Elefthéria Kobídou Georgia Kokloni Athina Kopsia Maria Karastamati        | 44,11    |
| 6     | Frankreich   | Véronique Mang Lina Jacques-Sébastien Fabé Dia Christine Arron            | 44,13    |
| 7     | Rumänien     | Diana Tudorache Angela Moroșanu Evelina Lisenco Viorica Țigău             | 44,35    |
| 8     | Ukraine      | Irina Koschemjakina Marina Majdanowa Iryna Schtanhjejewa Natalija Pyhyda  | 44,52    |

Datum: 18. Juni

#### 4 × 400 m Staffel
| Platz | Land         | Besetzung                                                                 | Zeit (min) |
| ----- | ------------ | ------------------------------------------------------------------------- | ---------- |
| 1     | Russland     | Julija Guschtschina Tatjana Lewina Marija Lisnitschenko Natalja Antjuch   | 3:23,56    |
| 2     | Polen        | Zuzanna Radecka Monika Bejnar Grażyna Prokopek Anna Jesień                | 3:24,61    |
| 3     | Ukraine      | Antonina Jefremowa Oksana Iljuschkina Lilija Piljuhina Natalija Pyhyda    | 3:26,72    |
| 4     | Rumänien     | Angela Moroșanu Mihaela Neacșu Alina Rîpanu Ionela Târlea-Manolache       | 3:27,78    |
| 5     | Deutschland  | Ulrike Urbansky Claudia Hoffmann Korinna Fink Claudia Marx                | 3:27,92    |
| 6     | Frankreich   | Phara Anacharsis Élisabeth Grousselle Sylvanie Morandais Solène Désert    | 3:28,92    |
| 7     | Italien      | Daniela Graglia Benedetta Ceccarelli Monika Niederstätter Virna De Angeli | 3:33,17    |
| 8     | Griechenland | María Pahatourídou Eleni Filandra Hristína Hantzí-Neag Dímitra Dóva       | 3:35,60    |

Datum: 19. Juni

#### Hochsprung
| Platz | Athletin              | Land | Höhe (m) | Versuchsserie (m) | Versuchsserie (m) | Versuchsserie (m) | Versuchsserie (m) | Versuchsserie (m) | Versuchsserie (m) | Versuchsserie (m) | Versuchsserie (m) | Versuchsserie (m) |
| Platz | Athletin              | Land | Höhe (m) | 1,65              | 1,75              | 1,80              | 1,85              | 1,89              | 1,92              | 1,95              | 1,98              | 2,00              |
| 1     | Tatjana Kiwimjagi     | RUS  | 1,98     | –                 | –                 | o                 | o                 | o                 | o                 | xxo               | xo                | xxx               |
| 2     | Wita Palamar          | UKR  | 1,92     | –                 | –                 | o                 | o                 | o                 | o                 | xxx               |                   |                   |
| 3     | Melanie Skotnik       | FRA  | 1,92     | –                 | o                 | o                 | o                 | xo                | o                 | xxx               |                   |                   |
| 4     | María Papayeoryíou    | GRC  | 1,89     | –                 | o                 | o                 | xxo               | o                 | xxx               |                   |                   |                   |
| 5     | Antonietta Di Martino | ITA  | 1,89     | –                 | o                 | o                 | xo                | xo                | xxx               |                   |                   |                   |
| 6     | Oana Pantelimon       | ROU  | 1,85     | –                 | –                 | o                 | o                 | xxx               |                   |                   |                   |                   |
| 7     | Ariane Friedrich      | GER  | 1,85     | –                 | o                 | o                 | xo                | xxx               |                   |                   |                   |                   |
| 8     | Marta Borkowska       | POL  | 1,85     | o                 | o                 | o                 | xxo               | xxx               |                   |                   |                   |                   |

Datum: 19. Juni

#### Stabhochsprung
| Platz | Athletin           | Land | Höhe (m) | Versuchsserie (m) | Versuchsserie (m) | Versuchsserie (m) | Versuchsserie (m) | Versuchsserie (m) | Versuchsserie (m) | Versuchsserie (m) | Versuchsserie (m) | Versuchsserie (m) |
| Platz | Athletin           | Land | Höhe (m) | 3,70              | 3,90              | 4,05              | 4,20              | 4,30              | 4,40              | 4,50              | 4,60              | 4,80              |
| 1     | Anna Rogowska      | POL  | 4,60     | –                 | –                 | –                 | –                 | xo                | –                 | xxo               | xo                | xxx               |
| 2     | Carolin Hingst     | GER  | 4,50     | –                 | –                 | –                 | o                 | xxo               | o                 | o                 | xxx               |                   |
| 3     | Natalija Kuschtsch | UKR  | 4,30     | –                 | –                 | o                 | xo                | xo                | xxx               |                   |                   |                   |
| 4     | Afrodíti Skafída   | GRC  | 4,30     | –                 | –                 | xo                | xo                | xo                | xxx               |                   |                   |                   |
| 5     | Natalja Belinskaja | RUS  | 4,20     | –                 | o                 | o                 | xo                | xxx               |                   |                   |                   |                   |
| 5     | Aurore Pignog      | FRA  | 4,20     | o                 | o                 | o                 | xo                | xxx               |                   |                   |                   |                   |
| 7     | Francesca Dolcini  | ITA  | 4,05     | o                 | o                 | o                 | xxx               |                   |                   |                   |                   |                   |

Datum: 18. Juni
Wie schon bei den Europacupwettbewerben 2002 und 2003 stellte Rumänien in diesem Wettbewerb keine Teilnehmerin.

#### Weitsprung
| Platz | Athletin               | Land | Weite (m) | Versuchsserie (m) | Versuchsserie (m) | Versuchsserie (m) | Versuchsserie (m) |
| Platz | Athletin               | Land | Weite (m) | 1. Versuch        | 2. Versuch        | 3. Versuch        | 4. Versuch        |
| 1     | Irina Simagina         | RUS  | 6,76      | x                 | 6,76              | 6,46              | x                 |
| 2     | Fiona May              | ITA  | 6,43      | 6,50              | 6,43              | 5,51              | x                 |
| 3     | Adina Anton            | ROU  | 6,36      | 6,27              | x                 | 6,24              | 6,36              |
| 4     | Oleksandra Schyschljuk | UKR  | 6,35      | 6,05              | 6,35              | 5,90              | 6,20              |
| 5     | Sofia Schulte          | GER  | 6,34      | 6,30              | 6,34              | 6,32              | 6,22              |
| 6     | Ioanna Kafetzi         | GRC  | 6,34      | 6,19              | x                 | 6,15              | 6,34              |
| 7     | Małgorzata Trybańska   | POL  | 6,24      | 5,93              | 5,82              | 6,10              | 6,24              |
| 8     | Narayane Dossevi       | FRA  | 6,05      | 5,99              | 5,80              | 5,67              | 6,05              |

Datum: 17. Juni

#### Dreisprung
| Platz | Athletin               | Land | Weite (m) | Versuchsserie (m) | Versuchsserie (m) | Versuchsserie (m) | Versuchsserie (m) |
| Platz | Athletin               | Land | Weite (m) | 1. Versuch        | 2. Versuch        | 3. Versuch        | 4. Versuch        |
| 1     | Anna Pjatych           | RUS  | 14,7200   | x                 | 14,7200           | x                 | 14,70 w           |
| 2     | Chrysopigi Devetzi     | GRC  | 14,6200   | x                 | 14,6200           | 14,5300           | 13,5900           |
| 3     | Magdelín Martínez      | ITA  | 14,54 w   | 14,48             | 14,5000           | x                 | 14,54 w           |
| 4     | Oleksandra Schyschljuk | UKR  | 14,0900   | x                 | x                 | 13,7800           | 14,0900           |
| 5     | Mariana Solomon        | ROU  | 14,0600   | 13,69             | 14,0600           | 13,7300           | 13,53 w           |
| 6     | Silvia Otto            | GER  | 14,01 w   | 13,47             | 13,78 w           | 13,76 w           | 14,01 w           |
| 7     | Betty Lise             | FRA  | 13,7700   | x                 | x                 | 13,7700           | x                 |
| 8     | Aleksandra Fila        | POL  | 13,6900   | x                 | 13,26             | 13,6900           | 13,6600           |

Datum: 18. Juni

#### Kugelstoßen
| Platz | Athletin          | Land | Weite (m) | Versuchsserie (m) | Versuchsserie (m) | Versuchsserie (m) | Versuchsserie (m) |
| Platz | Athletin          | Land | Weite (m) | 1. Versuch        | 2. Versuch        | 3. Versuch        | 4. Versuch        |
| 1     | Olga Rjabinkina   | RUS  | 19,65     | 18,69             | x                 | 19,65             | x                 |
| 2     | Nadine Kleinert   | GER  | 18,89     | x                 | 18,53             | 18,89             | x                 |
| 3     | Assunta Legnante  | ITA  | 18,42     | 18,03             | 17,77             | x                 | 18,42             |
| 4     | Laurence Manfrédi | FRA  | 17,36     | 17,22             | 17,36             | 16,95             | 16,41             |
| 5     | Elena Hila        | ROU  | 17,36     | 16,96             | 17,36             | 17,14             | x                 |
| 6     | Tetjana Nasonowa  | UKR  | 17,19     | 16,83             | x                 | 17,19             | x                 |
| 7     | Hrisí Moisídou    | GRC  | 14,41     | 14,22             | 14,25             | x                 | 14,41             |
| 8     | Marzena Wysocka   | POL  | 13,62     | 12.11             | 13,37             | 13,15             | 13,62             |

Datum: 19. Juni

#### Diskuswurf
| Platz | Athletin        | Land | Weite (m) | Versuchsserie (m) | Versuchsserie (m) | Versuchsserie (m) | Versuchsserie (m) |
| Platz | Athletin        | Land | Weite (m) | 1. Versuch        | 2. Versuch        | 3. Versuch        | 4. Versuch        |
| 1     | Franka Dietzsch | GER  | 64,38     | 64,38             | 63,84             | 64,00             | 64,13             |
| 2     | Olena Antonowa  | UKR  | 62,59     | 60,15             | 61,74             | 61,79             | 62,59             |
| 3     | Marzena Wysocka | POL  | 62,28     | 60,23             | 61,21             | 61,75             | 62,28             |
| 4     | Nicoleta Grasu  | ROU  | 60,89     | x                 | 60,01             | x                 | 60,89             |
| 5     | Oksana Tuchak   | RUS  | 58,50     | 54,94             | x                 | 55,82             | 58,50             |
| 6     | Laura Bordignon | ITA  | 57,23     | 55,42             | 57,23             | 56,22             | x                 |
| 7     | Aretí Abatzí    | GRC  | 54,13     | 54,13             | 53,49             | 52,96             | x                 |
| 8     | Fanta Diarra    | FRA  | 53,66     | 41.13             | 48,82             | 53,66             | 53,42             |

Datum: 17. Juni

#### Hammerwurf
| Platz | Athletin              | Land | Weite (m) | Versuchsserie (m) | Versuchsserie (m) | Versuchsserie (m) | Versuchsserie (m) |
| Platz | Athletin              | Land | Weite (m) | 1. Versuch        | 2. Versuch        | 3. Versuch        | 4. Versuch        |
| 1     | Kamila Skolimowska    | POL  | 72,38     | 68,27             | 70,87             | x                 | 72,38             |
| 2     | Manuela Montebrun     | FRA  | 71,10     | 68,14             | 68,36             | 69,45             | 71,10             |
| 3     | Gulfija Chanafejewa   | RUS  | 70,06     | 66,69             | 66,79             | 70,06             | x                 |
| 4     | Ester Balassini       | ITA  | 69,74     | 69,74             | x                 | 68,22             | 67,16             |
| 5     | Susanne Keil          | GER  | 68,76     | 68,76             | 65,29             | 66,59             | 68,61             |
| 6     | Mihaela Melinte       | ROU  | 65,80     | 65,80             | x                 | 63,62             | 65,59             |
| 7     | Inna Sayenko          | UKR  | 65,57     | 65,57             | x                 | 64,80             | 61,41             |
| 8     | Stilianí Papadopoúlou | GRC  | 64,87     | x                 | 60,06             | 64,87             | 59,35             |

Datum: 19. Juni

#### Speerwurf
| Platz | Athletin          | Land | Weite (m) | Versuchsserie (m) | Versuchsserie (m) | Versuchsserie (m) | Versuchsserie (m) |
| Platz | Athletin          | Land | Weite (m) | 1. Versuch        | 2. Versuch        | 3. Versuch        | 4. Versuch        |
| 1     | Steffi Nerius     | GER  | 64,59     | 63,20             | 64,59             | 62,73             | x                 |
| 2     | Barbara Madejczyk | POL  | 61,72     | 57,20             | 59,62             | 60,14             | 61,72             |
| 3     | Zahra Bani        | ITA  | 61,66     | 53,88             | 61,66             | 58,52             | 59,46             |
| 4     | Olha Ivankova     | UKR  | 59,19     | 59,19             | 57,03             | 55,25             | 56,34             |
| 5     | Felicia Moldovan  | ROU  | 58,34     | 55,26             | x                 | x                 | 58,34             |
| 6     | Mirela Manjani    | GRC  | 57,21     | x                 | 57,21             | x                 | x                 |
| 7     | Marija Abakumowa  | RUS  | 55,00     | 52,71             | 55,00             | x                 | x                 |
| 8     | Sarah Walter      | FRA  | 52,82     | 51,29             | 50,73             | 48,88             | 52,82             |

Datum: 18. Juni

## Videolinks
- 2004 EUROPEAN CUP 4x400m Men, youtube.com, abgerufen am 18. März 2024
- Women's 5000m - 2004 European Cup, youtube.com, abgerufen am 18. März 2024
- 2004 European Cup 4x100m Women, youtube.com, abgerufen am 18. März 2024

## Einzelnachweis
1. ↑  2005 XXVI European Cup Bruno Zauli, Einleitung, sport-olympic.gr (englisch), abgerufen am 18. März 2024